# Modo real
Modo Real (também conhecido como Real Mode ou simplesmente RMode) é um modo operacional dos processadores compatíveis com x86 da série 80286 e posteriores, caracterizado por um espaço de endereçamento de memória segmentada de apenas 16 bit (o que implica que apenas 1 MB de memória pode ser endereçado), acesso directo às rotinas da BIOS e ao hardware periférico, e sem noção de proteção de memória ou multitarefa ao nível do hardware. Qualquer CPU da série 80286 ou posterior inicia-se em modo real no arranque (power-on); Os processadores das séries anteriores apenas conheciam um modo operacional, que é o equivalente ao modo real nos sucessores.
A arquitectura 286 introduziu o modo protegido, possibilitando (entre outras coisas) protecção de memória ao nível do hardware. No entanto, a utilização das novas potencialidades requeriam instruções extra, que não eram necessárias anteriormente. Dado que a especificação inicial dos microprocessadores x86 obrigava a manter a compatabilidade com o software escrito para os processadores x86 anteriores, esta classe iniciava-se também em 'modo real' — isto é, num modo cujas novas funcionalidades estavam desligadas, para suportar o software escrito para processadores mais antigos. Até à data, até os mais recentes CPUs se iniciam em modo real no arranque, e podem suportar software escrito para qualquer processador anterior.
Os sistemas operativos DOS (MS-DOS, DR-DOS, etc.) operavam em modo real. As primeiras versões de Microsoft Windows (que consistiam em interfaces gráficas executadas sobre DOS, e não sistemas operativos própriamente ditos) corriam em modo real, até à versão do Windows 3.0, que podia ser executada em ambos modos. De facto, o Windows 3.0 podia correr em duas "variantes" de modo protegido — "modo standard", que corria em modo protegido, e num "modo 386" (386-enhanced mode), que podia usufruir do endereçamento de 32 bit e, portanto, não corria em 286 (apesar de suportar o modo protegido, o 286 ainda era a 16 bit; os registos de 32 bit apenas foram introduzidos na série 386). O Windows 3.1 deixou por completo o suporte para o Modo Real, e foi o primeiro ambiente de trabalho de grande comercialização que requeria como mínimo um processador 80286 (excluindo o Windows/286 que não foi de grande comercialização). Todos os sistemas operativos x86 modernos (Linux, Windows 95 e posteriores, OS/2, etc.) transitam o CPU para modo protegido aquando do arranque.